# Liste der Biografien/Esb
Liste der Biografien |
Portal Biografien |
Personensuche
# |
A |
B |
C |
D |
E |
F |
G |
H |
I |
J |
K |
L |
M |
N |
O |
P |
Q |
R |
S |
T |
U |
V |
W |
X |
Y |
Z |
?
 
Ea |
Eb |
Ec |
Ed |
Ee |
Ef |
Eg |
Eh |
Ei |
Ej |
Ek |
El |
Em |
En |
Eo |
Ep |
Eq |
Er |
Es |
Et |
Eu |
Ev |
Ew |
Ex |
Ey |
Ez
 
Esa |
Esb |
Esc |
Esd |
Ese |
Esf |
Esg |
Esh |
Esi |
Esk |
Esl |
Esm |
Esn |
Eso |
Esp |
Esq |
Esr |
Ess |
Est |
Esu |
Esw |
Esz
Die Liste der Biografien führt alle Personen auf, die in der deutschsprachigen Wikipedia einen Artikel haben. Dieses ist eine Teilliste mit 6 Einträgen von Personen, deren Namen mit den Buchstaben „Esb“ beginnt.

## Esb

### Esbe
- Esbensen, Axel (1878–1923), dänischer Filmarchitekt
- Esber, Osama (* 1963), syrischer Lyriker, Übersetzer und Verleger
- Esberard, João Fernando Santiago (1843–1897), brasilianischer Geistlicher, Erzbischof von São Sebastião do Rio de Janeiro
- Esbern Snare (1127–1204), dänischer Häuptling und Heerführer

### Esbj
- Esbjörs, Joacim (* 1970), schwedischer Eishockeyspieler

### Esbr
- Esbroeck, Michel van (1934–2003), belgischer Jesuit und Orientalist